# Асен Камбуров
Асен Иванов Камбуров е български актьор.
Роден е в град Карнобат на 26 март 1899 г.
През 1930 г. завършва Драматичната школа към Народния театър.
Работи в Народния театър (1930 – 1955).
Умира на 12 декември 1958 г. в София.

## Награди и отличия
- Заслужил артист (1950).

## Театрални роли
- „Дванайсета нощ“ (Уилям Шекспир) – Фабиан
- „Хъшове“ (Иван Вазов) – ВМавроди

## Филмография
| Година | Филми                               | Роля              |
| ------ | ----------------------------------- | ----------------- |
| 1954   | Снаха                               |                   |
| 1954   | Песен за човека                     |                   |
| 1952   | Под игото                           |                   |
| 1952   | Данка                               | Теодосий          |
| 1947   | Отново в живота                     | Тончо             |
| 1945   | Ще дойдат нови дни                  | Гуджо             |
| 1943   | Сватба                              | Чото Фактическият |
| 1939   | Настрадин Ходжа и Хитър Петър       | Хитър Петър       |
| 1936   | Страхил войвода                     |                   |
| 1936   | Грамада                             | Велто пелтека     |
| 1929   | Пленникът от Трикери – (незавършен) | ратай             |